# Esquirol de les illes Calamian
L'esquirol de les illes Calamian (Sundasciurus moellendorffi) és una espècie de rosegador de la família dels esciúrids. És endèmic d'un grapat d'illes diminutes de les Filipines. Els seus hàbitats naturals són els boscos primaris i secundaris de plana i els palmerars de cocos. Està amenaçat per la transformació del seu entorn per a usos agrícoles.
Fou anomenat en honor del malacòleg alemany Otto Franz von Möllendorff.